# レイモンド・ウィリアムズ

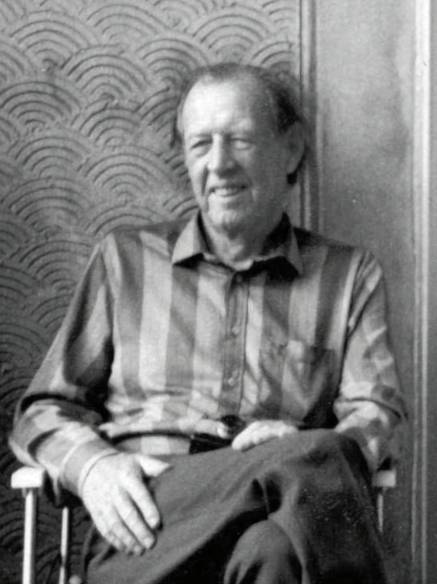
レイモンド・ウィリアムズ

レイモンド・ウィリアムズ（Raymond Henry Williams、1921年8月31日 - 1988年1月26日）は、ウェールズ（イギリス・グレートブリテン島南西部）出身の大学人、小説家、批評家。政治、文化、マスメディア、文学についてマルクス主義的な立場から活発な評論活動を展開した。イギリスのニューレフト（新左翼）を中心に広範な支持を集め、例えばウィリアムズへのインタビューをもとに1979年に公刊された『政治と文学』Politics and Lettersはイギリスだけで75万部に上る売れ行きを示した他、多くの作品が様々な言語に翻訳された。

## 生涯
ウェールズの小村ランフィハンゲル・クルコーネー(Llanfihangel Crucorney)に生まれる。父は鉄道員。父の働いていた村では自由党に投票する者が大半だったが、父の鉄道員仲間は全員が労働党に投票していたという。この村は地理的にはウェールズにあるが、ウェールズ語は話されていなかった。『政治と文学』によれば、この村は「1840年代にイングランド化された」のだという。ただしウェールズへの帰属意識は強かった。
ウィリアムズはウェールズのアバゲヴニー(Abergavenny)にある中等教育機関であるヘンリー八世グラマースクールに進学した。当時はナチスの台頭が甚だしく、戦争の危機が叫ばれていた時期であり、彼が14歳の時にスペイン内戦が勃発している。彼は左翼的な読書会グループである「レフト・ブッククラブ」に参加しており、こうした時代の変化に深い関心を抱いた。『政治と文学』には、イタリアのエチオピア侵攻やレフト・ブッククラブが刊行したエドガー・スノーの『中国の赤い星』への言及も見られる。
1937年にウィリアムズは国際連盟の主催でジュネーヴで開かれた青年会議に参加、帰途にパリで開かれていた万国博覧会を訪問しソ連館で『共産党宣言』を購入した。これが初めて読んだマルクスの著作だったという。

### 第二次世界大戦
ウィリアムズはケンブリッジ大学トリニティ・カレッジに進学したが、兵役のため学業を中断した。ケンブリッジ大学在学中にイギリス共産党に入党、エリック・ホブズボームと共にソ連・フィンランド戦争（いわゆる冬戦争）についての党の見解を説明したパンフレットを作成する任務を与えられた。当時イギリス政府はナチス・ドイツとの戦争を継続しながら、フィンランドを支援していた。後年『政治と文学』の中でウィリアムズは、自分たちは「与えられた史料をもとに手早く書くことのできる人間として仕事を与えられました。党では、書くことにかけては専門家だと思われていたので、あまりよく知らない話題でも書くことになりました」と述べている。こうしたパンフレットは現存していない。
1940年冬、ウィリアムズはイギリス陸軍入隊を志願したが（ただし実際には、ドイツのソ連侵攻が起こった1941年6月まで試験のためケンブリッジ大学にとどまっている）、これは当時のイギリス共産党の方針に反するものだった。後年ウィリアムズが述べているように、ウィリアムズは公式に離党を表明したことは一度もないが、この件によって事実上党籍を剥奪されることになる。
当時の大学生の入隊者としては一般的なことだが、ウィリアムズは入隊当初、通信兵として配属された。実際にいくつか訓練も受けているが、その後、対戦車用の砲兵隊に転属になる。これは彼が士官候補生と見られたためであり、1941年から1945年まで近衛機甲師団(Guards Armoured Division)の対戦車部隊に将校として配属され、ノルマンディ会戦の初期の戦闘に実際に派遣された。後年彼は『政治と文学』の中で、「あのノルマンディ会戦の時の底知れぬ混乱は言語を絶するものでした」と述べている。ウィリアムズは戦車4機からなる部隊を指揮し、ドイツ軍の装甲部隊と対戦したが、そのうち2機の連絡が途絶えた。しかし撤兵中だったので、2機の消息はその後も知れなかった。

### 成人教育
ウィリアムズは1946年にケンブリッジ大学トリニティ・カレッジからM.A.（修士号）を取得、その後10年以上成人教育に携わった。1958年に公刊され爆発的な売れ行きを示した著書『文化と社会』Culture and Societyによりウィリアムズは広く名を知られるようになり、さらに1961年公刊の『長い革命』The Long Revolutionによって名声は決定的になった。

### ケンブリッジ大学時代
著作により名声を得たウィリアムズは1961年にケンブリッジ大学に凱旋し、その後1974年から1983年まで同大学の演劇学教授を務めた。1973年にはスタンフォード大学で政治学の客員教授を務めた。社会主義者として評論活動にも積極的で、言語、文学、社会の関係について様々な媒体に論説を発表したり、たくさんの書物を著した。

### 晩年
1983年にケンブリッジ大学を定年退官し、イギリス・エセックス地方の小都市サフロン・ウォールデンで晩年を過ごした。1930年代に共産主義に共鳴した架空の上層階級の急進主義グループについて描いた小説『忠誠心』Loyaltiesを著したのもこの時期である。またウィリアムズの故郷ウェールズの南西に聳える山々であるブラック・マウンテン（en:Black Mountains）に生きた（あるいは生きたであろう）人々を描いた短編連作集『ブラック・マウンテンの人々』も公刊している。これは旧石器時代に始まって現代へと進んでいく連作であるが、視線はつねに平凡な庶民に注がれている。1988年にウィリアムズが亡くなったため、物語は中世までで途絶した。この作品は現在2巻本として刊行されており、ウィリアムズが作品の続きをどのように構想していたかについての簡潔な説明も収録されている。

## 著作

### 長編小説
- Border Country, London, Chatto and Windus, 1960. 
  - 『辺境』小野寺健訳、講談社、1972
- Second Generation, London, Chatto and Windus, 1964.
- The Volunteers, London, Eyre-Methuen, 1978.
- The Fight for Manod, London, Chatto and Windus, 1979.
- Loyalties, London, Chatto and Windus, 1985.
- People of the Black Mountains, Volume 1: The Beginning, London, Chatto and Windus, 1989.
- People of the Black Mountains, Volume 2: The Eggs of the Eagle, London, Chatto and Windus, 1990.

### 文学・文化研究
- Reading and Criticism, London, Frederick Muller, 1950.
- Drama from Ibsen to Eliot, London, Chatto and Windus, 1952. Revised edition, London, Chatto and Windus, 1968.
- Raymond Williams and Michael Orrom, Preface to Film], London, Film Drama, 1954.
- Culture and Society, London, Chatto and Windus, 1958. New edition with a new  introduction,   New   York,   Columbia   University   Press, 1963. 
  - 『文化と社会』 若松繁信、長谷川光昭訳、ミネルヴァ書房、1968年、改訂版2008年
  - 『文化と社会』 小谷洋一、清原孟編注、桐原書店、1978年
- The Long Revolution, London, Chatto and Windus, 1961. Reissued with additional footnotes, Harmondsworth, Penguin, 1965. 
  - 『長い革命』 若松繁信ほか訳、ミネルヴァ書房、1983年
- Communications, Britain in the Sixties Series, Harmondsworth, Penguin Special, Baltimore, Penguin, 1962: revised edition, Harmondsworth, Penguin, 1966. Third edition, Harmondsworth, Penguin, 1976. 
  - 『コミュニケーション』 立原宏要訳、合同出版、1969年
- Modern Tragedy, London, Chatto and Windus, 1966. New edition, without play Koba and with new Afterword, London, Verso, 1979.
- Stuart Hall, R. Williams and E. P. Thompson (eds.) New Left May Day Manifesto, London, May Day Manifesto Committee, 1967. R. Williams (ed.) May Day Manifesto, 2nd edition, Harmondsworth, Penguin, 1968.
- Drama in Performance, revised edition. New Thinkers Library, C. A. Watts, 1954
- Drama from Ibsen to Brecht, London, Chatto and Windus, 1968.
- The Pelican Book of English Prose, Volume 2:From 1780 to the Present Day, R. Williams, (ed.) Harmondsworth and Baltimore, Penguin, 1969.
- The English Novel From Dickens to Lawrence, London Chatto and Windus, 1970.
- Orwell, Glasgow, Collins,  1971. 
  - 『オーウェル』 秦邦生訳、月曜社、2022年
- The Country and the City, London, Chatto and Windus, 1973. 
  - 『田舎と都会』 山本和平ほか訳、晶文社、1985年
- J. Williams and R. Williams (eds) D. H. Lawrence on Education, Harmondsworth, Penguin Education, 1973.
- R. Williams (ed.) George Orwell: A Collection of Critical Essays, Twentieth Century Views, Englewood Cliffs, N.J., Prentice-Hall, 1974.
- Television: Technology and Cultural form, Technosphere Series, London, Collins, 1974.
  - 『テレビジョン　テクノロジーと文化の形成』 木村茂雄・山田雄三訳、ミネルヴァ書房、2020年
- Keywords: A Vocabulary of Culture and Society, Fontana Communications Series, London, Collins, 1976. New edition, New York, Oxford University Press, 1984. 
  - 『キイワード辞典』 岡崎康一訳、晶文社、1980年。
  - 『完訳キーワード事典』 椎名美智ほか訳、平凡社、2002年／平凡社ライブラリー、2011年
- M. Axton and R. Williams (eds) English Drama: Forms and Developments, with an introduction by R. Williams, Cambridge and New York, Cambridge University Press, 1977.
- Marxism and Literature, London and New York, Oxford University Press, 1977.
- Politics and Letters: Interviews with New Left Review, London, New Left Books, 1979. - New Left Reviewによるウィリアムズへのインタビュー集で、自伝的内容を含む
- Problems in Materialism and Culture: Selected Essays, London, Verso, 1980.
- Culture, Glasgow, Collins, 1981. 
  - 『文化とは』 小池民男訳、晶文社、1985年
- R. and E. Williams (eds) Contact: Human Communication and its History, London and New York, Thames and Hudson, 1981.
- Cobbett, Oxford and New York, Oxford University Press, 1983.
- Towards 2000, London, Chatto and Windus, 1983. US edition, The Sociology of Culture,  with a Preface to the American edition, New York, Pantheon, 1984.
- Writing in Society, London, Verso, 1983.
- M. Williams and R. Williams (eds) John Clare: Selected Poetry and Prose, London and New York, Methuen, 1986.
- Raymond Williams on Television: Selected Writings, Preface by R.   Williams, A. O'Connor, (ed.) London, Routledge, 1989.
- Resources of Hope, R. Gable (ed.) London and New York, Verso, 1989.
- What I Came to Say, London, Hutchinson-Radius, 1989.
- The Politics of Modernism, T. Pinkney (ed.) London and New York, Verso, 1989.
  - 『モダニズムの政治学』 加藤洋介訳、九州大学出版会、2010年。
- Culture is Ordinary, London and New York , Radius, 1999. 2nd）Verso, 2016.
  - 『共通文化にむけて』 川端康雄編訳（代表）、みすず書房、2016年
- Tenses of Imagination, London and New York, Peter Lang Pub Inc, 2010.
  - 『想像力の時制』川端康雄編訳（代表）、みすず書房、2016年

### 短編小説集
- Red Earth, Cambridge Front, no. 2 (1941)
- Sack Labourer, in English Short Story 1, W. Wyatt (ed.) London, Collins, 1941
- Sugar, in R. Williams, M. Orrom, M.J. Craig (eds)  Outlook: a Selection of Cambridge Writings, Cambridge, 1941, pp.7-14.
- This Time, in New Writing and Daylight, no. 2, 1942-3, J. Lehmann (ed.) London, Collins, 1943, pp. 158-64.
- A Fine Room to be Ill In, in English Story 8, W. Wyatt (ed.) London, 1948.

### 劇作
- Koba (1966) in Modern Tragedy, London, Chatto and Windus. - 1979年版Modern Tragedyには収録されていない。スターリンやレーニンを思わせる人物が登場する。
- A Letter from the Country, BBC Television, April 1966, Stand, 12 (1971), pp.17-34
- Public Enquiry, BBC Television, 15 March 1967, Stand, 9 (1967), pp.15-53